# Тевтрант
Тевтрант, також Тевфрант (грец. Τευφρας) — персонаж давньогрецької мітології, володар Мізії.
За однією з версій, був чоловіком Авги, доньки аркадійського царя Алея. Авга народила від Геракла Телефа, Алей же звіелів кинути породіллю з немовлям у море через пророковане йому нещастя від онука. Скриню прибило до берега в Мізії, цар Тевтрант одружився з Авгою та всиновив Телефа.
Інше оповідання стверджує, що покинутого в лісі Телефа вигодувала лань Артеміди, згодом виховали пастухи. Авгу ж викупив у купців та вдочерив Тевтрант. Вдячний за військову допомогу Тевтрант хотів видати за Телефа Авгу, однак на її молитви звернули увагу боги та допомогли впізнати матері з сином один одного. Тоді Тевтрант віддав Телефові свою доньку Аґріопу та зробив його спадкоємцем престолу.